# Dražan Jerković
Dražan Jerković (* 6. August 1936 in Šibenik, Königreich Jugoslawien; † 9. Dezember 2008 in Zagreb, Kroatien) war ein jugoslawischer Fußballspieler und -trainer.

## Karriere als Spieler
In seiner Vereins-Karriere spielte der 1,86 m große Stürmer von Juli 1955 bis Juni 1965 bei Dinamo Zagreb und von Juli 1965 bis Juni 1966 bei der KAA Gent. Mit Dinamo gewann Jerković 1957/58 die Jugoslawische Meisterschaft und in den Jahren 1959/60, 1962/63 und 1964/65 den Pokal. In der Zeit bei Dinamo Zagreb schoss er in 315 Spielen 300 Tore.

## Karriere als Trainer
Seine aktive Fußballkarriere fand auf ihrem Höhepunkt durch schwere Verletzungen ein frühes Ende und er war ab 1966 als Trainer tätig. Jerković konnte seine passive Karriere von 1990 bis 1992 als erster Trainer der kroatischen Nationalmannschaft fortsetzen.

### Nationalmannschaft
Jerković bestritt als Stürmer für die jugoslawische Nationalmannschaft die Turniere in Schweden (WM 1958), in Frankreich (EM 1960, 2 Einsätze, 2 Tore) und in Chile (WM 1962, 6 Einsätze, 4 Tore). In Summe stürmte er für die Nationalmannschaft von Jugoslawien in 21 Spielen und erzielte 11 Tore.